# 고간 (당나라)
고간(高侃, 高偘, ? ~ ?)은 당나라의 장군이다. 돌궐과의 전쟁, 여당전쟁, 나당 전쟁 등에서 활약하였다.

## 생애

### 차비가한
649년(정관 23년) 우효위랑장(右驍衛郞將)으로서 몰래 회흘(迴紇)과 복골(僕骨) 등을 끌어들여 돌궐 차비가한(車鼻可汗)을 습격했다. 가라록과 처목곤의 추장 가라록니숙궐사리발(歌邏祿泥孰闕俟利發)과 발새복처목곤막하돌사근(拔塞匐處木昆莫賀咄俟斤)이 부락을 이끌고 투항하였다. 650년(영휘 원년) 아식산(阿息山)으로 나아갔다. 차비가한도 각 부락을 소집하여 대응하려 했으나 응하는 부락이 없어 처자를 데리고 달아났다. 정예기병으로 추격한 끝에 생포해서 수도로 보냈다.

### 여당 전쟁
666년(건봉 원년) 연개소문의 아들 남생이 남건에게 공격당해 귀순을 청하였다. 글필하력과 영주도독(營州―) 고간, 방동선(龐同善), 설인귀, 이근행 등이 병력을 이끌고 남생을 맞이하였다. 고종이 이적을 필두로 고구려를 다시 치기로 하였다. 667년 이적이 신성 등 16성을 함락하였다. 고간과 방동선이 신성에 있을 때 남건이 보내온 군대를 설인귀가 무찔렀다. 고간과 방동선이 금산(金山)에 이르러 고구려군에게 패하고 위기에 빠진 순간 설인귀가 그 옆구리를 찔러 물리쳤다.

### 나당 전쟁
670년(함형 원년) 고구려인 검모잠이 안승을 세워 들고일어났다. 좌감문위대장군(左監門衛大將軍) 고간이 동주도행군총관(東州道軍大總管)이 되어 이근행과 함께 검모잠을 쳤다. 안승이 검모잠을 죽이고 신라로 달아났다. 671년 10만대군으로 안시성에 남아있던 무리를 격파하였다. 672년 평양으로 가 한시성(韓始城)과 마읍성(馬邑城)을 정복하고 백수산(白水山)에서 고구려 부흥군, 그리고 이를 도우러 온 신라군과 싸웠다. 한때 수천 명이 죽어 석문(石門)까지 후퇴했다가 반전하여 대아찬 효천(曉川), 사찬 의문(義文)·산세(山世), 아찬 능신(能申)·두선(豆善), 일길찬 안나함(安那含)·양신(良臣) 등을 죽이고 승리하였다. 사후 건릉(乾陵)에 묻혔다.

## 고간이 등장한 작품
- 《화랑전사 마루》(KBS, 2006년~2006년, 배우:이정용)

## 참고 문헌
- 《삼국사기》22권 고구려본기 제10 보장왕